# Луцькі єпископи УГКЦ
Лу́цька гре́ко-като́лицька єпа́рхія існувала від 2 травня 1594 до 1636 і повторно від 1702 до указу від 1795, відновлена буллою від 18 листопада 1798 в нових кордонах та знесена указом від 14 (25) березня 1839 року.

## Луцькі Греко-католицькі єпископи
- Терлецький Кирило (р. н. невід. — †1607) — луцький православний (1575–1585), (2 травня 1596–1607) — греко-католицький єпископ

- Малинський Остафій (Євстафій) (р. н. невід. — †1621) — (1607—1609) адміністратор, (1609—1621) — луцький і острозький єпископ

- Почаповський Єремія (р. н. невід. — †15 жовтня 1637) — (1621—1636)  — луцький і острозький єпископ

- Лосовський Никифор (р. н. невід. — †1651) — титульний єпископ від 1636, 1637—1651 адміністратор, 1643—1651 — титульний єпископ вітебський, 1643—1651 полоцький коад'ютор

- Жабокрицький Діонісій (р. н. невід. — †1714) — луцький православний єпископ, від 1702 р. — греко-католицький єпископ, від 1711 поза єпархією — на засланні

- Левицький Йосиф (р. н. невід. — †1730) — 1711—1730 — холмський єпископ, 1711—1713 луцький адміністратор

- Шумлянський Кирило (р. н. невід. — †1724) — від 1715, перейшов на православ'я

- Виговський Йосиф (р. н. невід. — †1730) — 1713—1730 єпископ луцький та острозький

- Любенецький-Рудницький Феодосій (р. н. невід. — †1750) — 1730—1750 — єпископ луцький та острозький

- Любенецький-Рудницький Сильвестр Стефан (р. н. невід. — †1777) — 1752—1777 — єпископ луцький та острозький

- Стецький Кипріян (н. 6 червня 1734 — †5 січня 1787) — іменований 12 травня 1777, обняв єпархію 1778

- Стадницький Михайло (р. н. невід. — †26 червня 1793) — іменований коад'ютором (близько 15 березня) 1783, преконізований коад'ютором 30 березня 1784, обняв єпархію 1787

- Левинський Стефан (н. 19 грудня 1736 — †23 січня 1806) — 1784—1791 — греко-католицький київський єпископ помічник (відмовився), іменований коад'ютором та апостольським адміністратором єпархії Луцької й Острозької 13 лютого 1787, преконізований коад'ютором 22 січня 1788, преконізований ординарієм 18 листопада 1797

- Корсак Флоріян (н. 14 травня 1749 — †15 липня 1811) — архімандрит жидичинський, 1804—1811 — греко-католицький єпископ помічник луцький, іменований царським указом від 13 грудня 1803, указ про хіротонію від 29 листопада 1804

- Коханович Григорій (р. н. бл. 1750 — †1814) — 1798—1807 греко-католицький єпископ оршанський, 1807—1807 — греко-католицький єпископ помічник полоцький, 1807 — іменований греко-католицьким єпископ луцьким та острозьким, дозвіл Апостольського Престолу на кумуляцію від вересня 1808, 3 жовтня 1809 іменований греко-католицьким єпископ віленським, 1809—1810 — київський адміністратор, 1810—1814 — греко-католицький митрополит київський

- Мартусевич Яків (р. н. невід. — † березень/квітень 1833) — іменований греко-католицьким луцьким єпископом царським указом від 27 червня 1814, 1814—1818 — адміністратор греко-католицької луцької єпархії, 1819 хіротонізований, 1823—1826 — адміністратор греко-католицький полоцький, 1823—1826 греко-католицький єпископ полоцький

- Йоан Крассовський (р. н. невід. — †. 2 вересня 1827), іменований греко-католицьким полоцьким митрополитом 1810, хіротонізований у січні 1811, відкликаний 6 березня 1823, іменований греко-католицьким луцьким єпископом наприкінці 1826

- Боцян Йосиф — луцький єпископ (1914—1926), у 1914 р. таємно висвячений митрополитом Андрієм Шептицьким у Києві

- Яремко Дмитро — острозький єпископ (1914—1915), у 1914 р. таємно висвячений митрополитом Андрієм Шептицьким у Києві

- Величковський Василь, у 1963 р. таємно висвячений митрополитом Йосифом Сліпим в Москві

- Говера Йосафат-Олег, волинський екзарх